# Luann Ryon
Luann Marie Ryon, née le 13 janvier 1953 à Long Beach en Californie et morte le 30 décembre 2022, est une archère américaine. Elle est championne olympique en tir à l'arc lors des Jeux olympiques d'été de Montréal

## Palmarès
- Jeux olympiques
  -  Médaille d'or à l'individuel femme aux Jeux olympiques d'été de 1976 à Montréal.